# 埔鹽庄
埔鹽庄，為1920年－1945年間存在之行政區劃，轄屬臺中州員林郡。今彰化縣埔鹽鄉。

## 街庄原名
原屬
- 二林上堡之石埤脚庄、浸水庄
- 馬芝堡之埔鹽庄、瓦磘庄、牛埔厝庄、三省庄、南勢埔庄、崙仔脚庄、南港庄、廍仔庄[1]

## 行政區劃
埔鹽庄轄域內分為埔鹽、瓦磘、牛埔厝、三省、南勢埔、崙子脚、南港、廍子、石埤脚、浸水十個大字。
- 瓦磘大字下有「瓦磘」、「西勢湖」小字名
- 牛埔厝大字下有「牛埔厝」、「番同埔」小字名
- 浸水大字下有「浸水」、「林鼎金」小字名
- 南港大字下有「南港」、「菜堂」小字名
- 崙子脚大字下有「崙子脚」、「角樹脚」小字名